# 클로즈드 볼트
클로즈드 볼트(closed bolt) 방식 또는 폐쇄 노리쇠 방식은 자동화기에서 발사 준비 상태일 때, 탄약이 약실에 있고 노리쇠(bolt)가 약실을 폐쇄하고 있는 방식이다. 방아쇠를 당기면 공이가 전진하여 격발된다.
대부분의 자동소총(M16 소총, AK-47)과 소수의 기관단총(헤클러&코흐 MP5 등)에서 클로즈드 볼트 방식을 사용한다. 이에 반해 다수의 기관총 및 기관단총에서는 오픈 볼트(open bolt) 방식을 사용한다.

## 오픈 볼트 방식과의 비교

### 장점
- 다음과 같은 이유로 초탄 명중률이 높다.
  - 방아쇠를 당겼을 때 노리쇠나 노리쇠 뭉치와 같은 주요 작동 부품들이 움직이지 않는다.
  - 탄약이 약실에 장전된 상태로 있다.
- 소음 화기에서 노리쇠와 노리쇠 뭉치를 전진된 상태로 고정시킬 수 있다. 격발 후 노리쇠 및 노리쇠 뭉치가 움직이지 않으므로 작동 소음을 최소화할 수 있다.
- 탄약 1발을 약실에 장전시켜 놓음으로써 탄창 용량보다 더 많은 탄약을 가지고 다닐 수 있다.

### 단점
- 복잡하고 생산 비용이 높다.
- 약실의 열 발산이 적다. 지속 사격 시 약실 온도가 너무 올라가면 탄의 화약이나 뇌관이 발화(cook-off)되기 때문에 오발 사고의 위험성이 있다.

## 클로즈드 볼트 방식 화기
- 대부분의 자동소총
  - M16 소총
  - AK-47, AK-74
  - K2 소총
  - FN FNC
  - SA80
  - 헤클러&코흐 G36
  - FN FAL
  - 헤클러&코흐 G3
- 기관단총
  - K1A 기관단총
  - 헤클러&코흐 MP5
  - 헤클러&코흐 UMP
  - 헤클러&코흐 MP7
  - 미니 우지

## 복합 방식 무기
- FG-42 : 반자동 사격시에는 클로즈드 볼트 방식으로 작동하고, 완전 자동 사격시에는 오픈 볼트 방식으로 작동한다.

## 같이 보기
- 오픈 볼트
- 화기 작동 방식